# Bossieu
Bossieu település Franciaországban, Isère megyében. Lakosainak száma 327 fő (2022. január 1.). Bossieu Villeneuve-de-Marc, Faramans, Penol, Pommier-de-Beaurepaire, Saint-Julien-de-l’Herms, Porte-des-Bonnevaux és Ornacieux-Balbins községekkel határos.

## Népesség
A település népességének változása:
| Lakosok száma | 212  | 212  | 241  | 276  | 260  | 281  | 294  | 302  | 313  | 327  |
|               | 1968 | 1982 | 1990 | 2006 | 2013 | 2015 | 2017 | 2019 | 2020 | 2022 |